# 明耶岱巴
明耶岱巴（1608年—1629年11月25日），缅甸東吁王朝國王（1628年－1629年在位）。
明耶岱巴是阿那畢隆之子，與父親的妾（景棟蘇巴之女）有染:217。事發後，父親嚴厲斥責年輕的明耶岱巴，說他的所作所為是叛國罪，應該被活活烤死。明耶岱巴因為怕被懲罰而於1628年7月弑父奪位:217。
弑父後，明耶岱巴在朝廷以強硬威逼眾大臣宣布他為繼任為國王，他的兩個叔叔他隆和明耶覺蘇瓦正在撣邦出征。儘管明耶岱巴名義上是國王，但他從未在首都勃固以外的地方有控制權。其後，他的兩個叔叔他隆和耶覺蘇瓦從撣邦返回並控制上緬甸，而下緬甸的許多其他人則反抗明耶岱巴的統治。1629年，他隆從阿瓦出發，重新征服下緬甸。阿臘干國王派軍隊協助明耶岱巴，但無濟於事。1629年8月，弒父者被宮廷衛隊司令俘虜，送往他隆之處。他隆拒絕明耶岱巴出家的請求，並於當年11月處決了他。